# Особняк Фрика

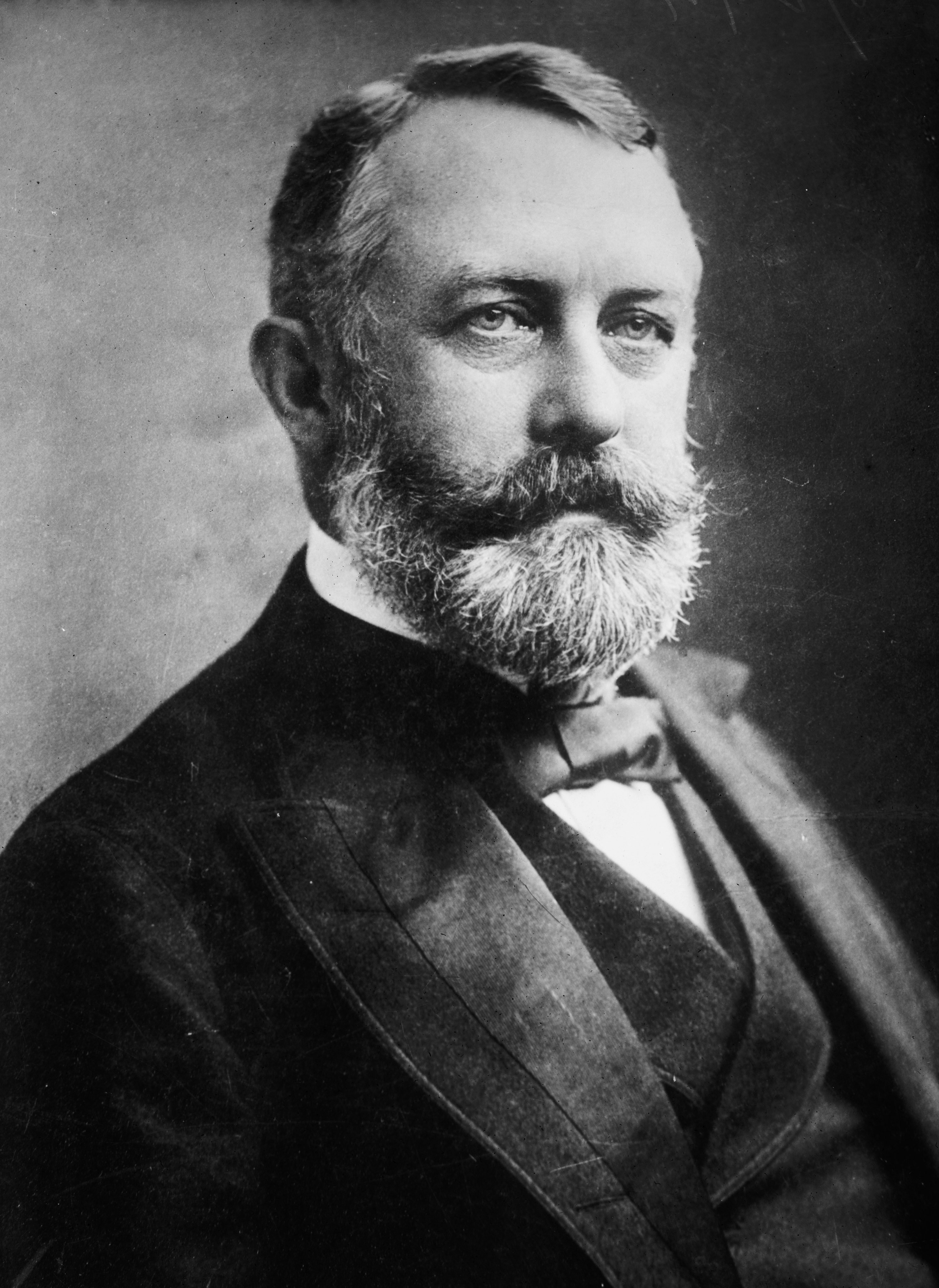
Генри Клэй Фрик

Особняк Фрика (также Дом Генри Клэя Фрика, англ. Henry Clay Frick House) — здание в историческом районе Верхний Ист-Сайд боро Манхэттен (Нью-Йорк, США), расположенное рядом с Центральным парком, между 70-й и 71-й улицей на их пересечении с Пятой авеню. Признано национальным историческим памятником и включено в национальный реестр исторических мест за своё значение для искусства и архитектуры Позолоченного века.
Особняк был построен в начале XX века как резиденция крупного американского предпринимателя, финансиста, мецената и коллекционера искусства Генри Клэя Фрика, известного как художественным вкусом, так и беспринципностью в бизнесе. После смерти бизнесмена согласно завещанию здесь разместился музей, созданный на базе его личного собрания предметов искусства и названный в честь основателя Коллекцией Фрика.
По словам Стэна Ли, одного из создателей комиксов о Мстителях из вселенной Marvel, именно это здание стало прообразом Особняка Мстителей.

## История

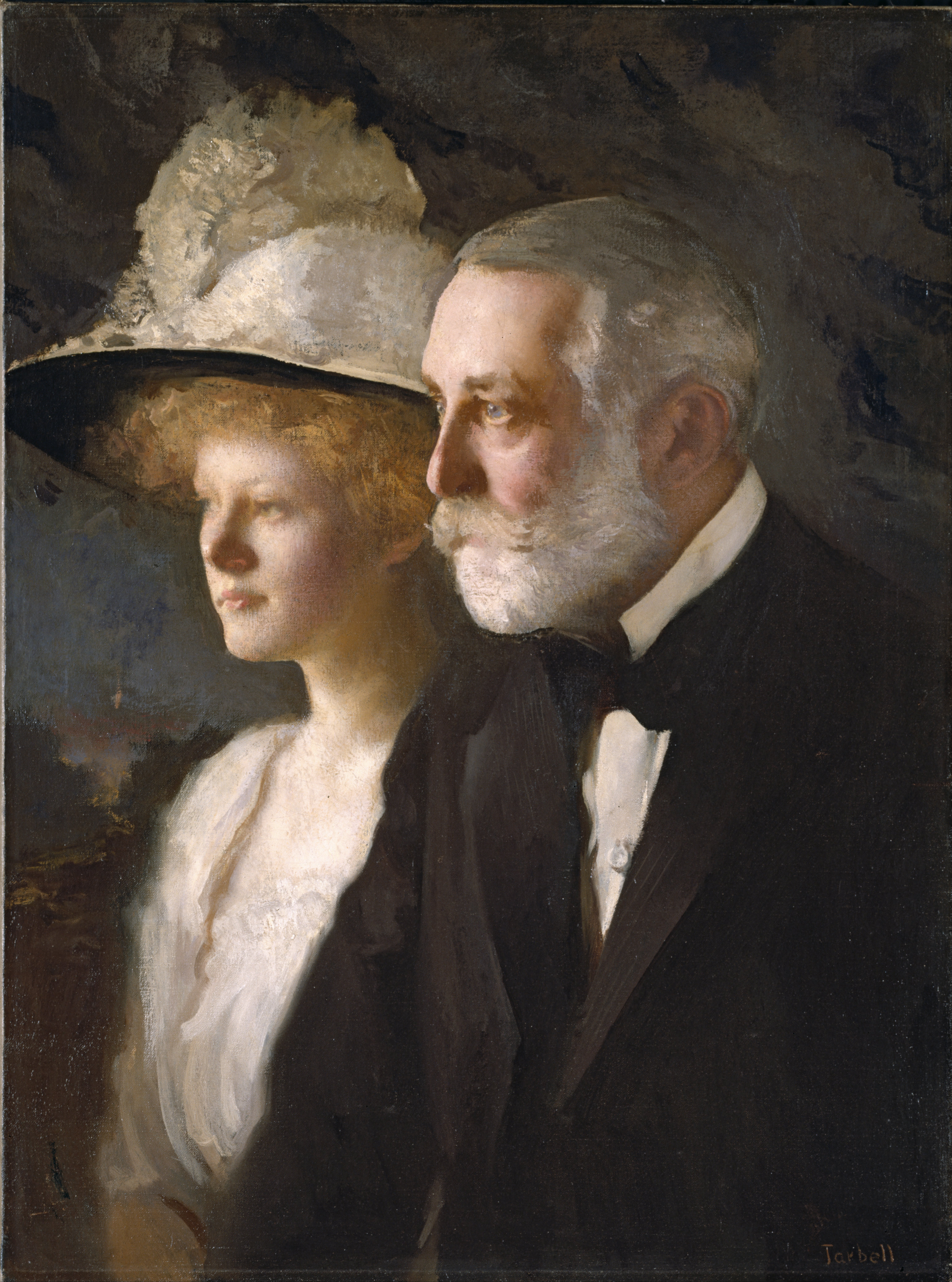
Фрик со своей младшей дочерью Хелен (Эдмунд Тарбелл, ок. 1910, Национальная портретная галерея)

После того как деловое партнёрство с Эндрю Карнеги начало распадаться, Фрик стал проводить меньше времени в Питтсбурге и обзавелся дополнительными резиденциями в Нью-Йорке и Массачусетсе. В 1905 году Фрик арендовал дворец Уильяма Генри Вандербильта на Пятой авеню, где вместе со своей семьей провел следующие девять лет. На той же улице располагался и особняк Эндрю Карнеги, но неясно, повлияло ли это на решение Фрика построить на ней и собственный дом.
Он начал искать место для строительства и заинтересовался участком, где на тот момент располагалась основанная филантропом Джеймсом Леноксом библиотека. Она испытывала финансовые проблемы, что и позволило Фрику приобрести эту территорию летом 1906 года за два с половиной миллиона долларов. Четыре месяца спустя он купил ещё один участок, примыкающий к библиотеке с восточной стороны. Из-за ограничений землепользования Фрик не мог получить право собственности на территорию до 1912 года, когда фонды собрания Ленокса было переданы в Нью-Йоркскую публичную библиотеку и перемещены в её новое главное отделение. Здание библиотеки Ленокса было снесено в том же году.
Первоначально Фрик хотел заказать проект Дэниелу Бёрнему, автору Фрик-Билдинг в Питтсбурге, который предложил дом в виде итальянского палаццо XVIII века. Однако в конечном итоге контракт получил Томас Гастингс из архитектурного бюро Carrère & Hastings, создавший проект трехэтажного особняка в стиле бозар. Строительство шло с 1912 по 1914 год. Фрик вместе с семьей переехал в новый дом в ноябре 1914 года, но отделка интерьеров продолжалась до 1916 года, когда в здание была перевезена коллекция искусства.
После смерти Фрика в 1919 году особняк и все его содержимое, включая предметы искусства, мебель и декор, были завещаны для организации общедоступного музея. Его жена продолжала жить в доме до своей кончины в 1931 году, после чего попечители коллекции начали преобразование здания в музей под руководством архитектора Джона Рассела Поупа. Коллекция была открыта для публики в 1935 году. Здесь же разместилась Художественная справочная библиотека Фрика. Последующие реконструкции проводились в 1977 и 2011 годах.

## Архитектура
В здании три этажа: первый предназначался для повседневной деятельности и приема гостей, на втором были расположены личные комнаты Фрика и членов его семьи, на третьем жили слуги (около 25-30 человек). Второй и третий этажи ныне используются персоналом музея и недоступны для посетителей.
Потолок вестибюля украшен резьбой по мрамору работы братьев Пиччирилли. Декораторы Чарльз Эллом и Элси де Вульф оформляли различные комнаты на первом и втором этажах. Фирма A. H. Davenport and Company изготовила мебель и деревянные настенные панели и предметы интерьера.
В большом подвале располагались кухня и служебные помещения, в крыле находились бильярдная и боулинг. Эти помещения были оформлены в якобинском стиле с богато украшенными потолками. Изначально в особняке был внутренний двор, ныне преобразованный в крытый зимний сад с фонтаном.
Между домом и Пятой авеню расположен сад с тремя магнолиями.

## Галерея

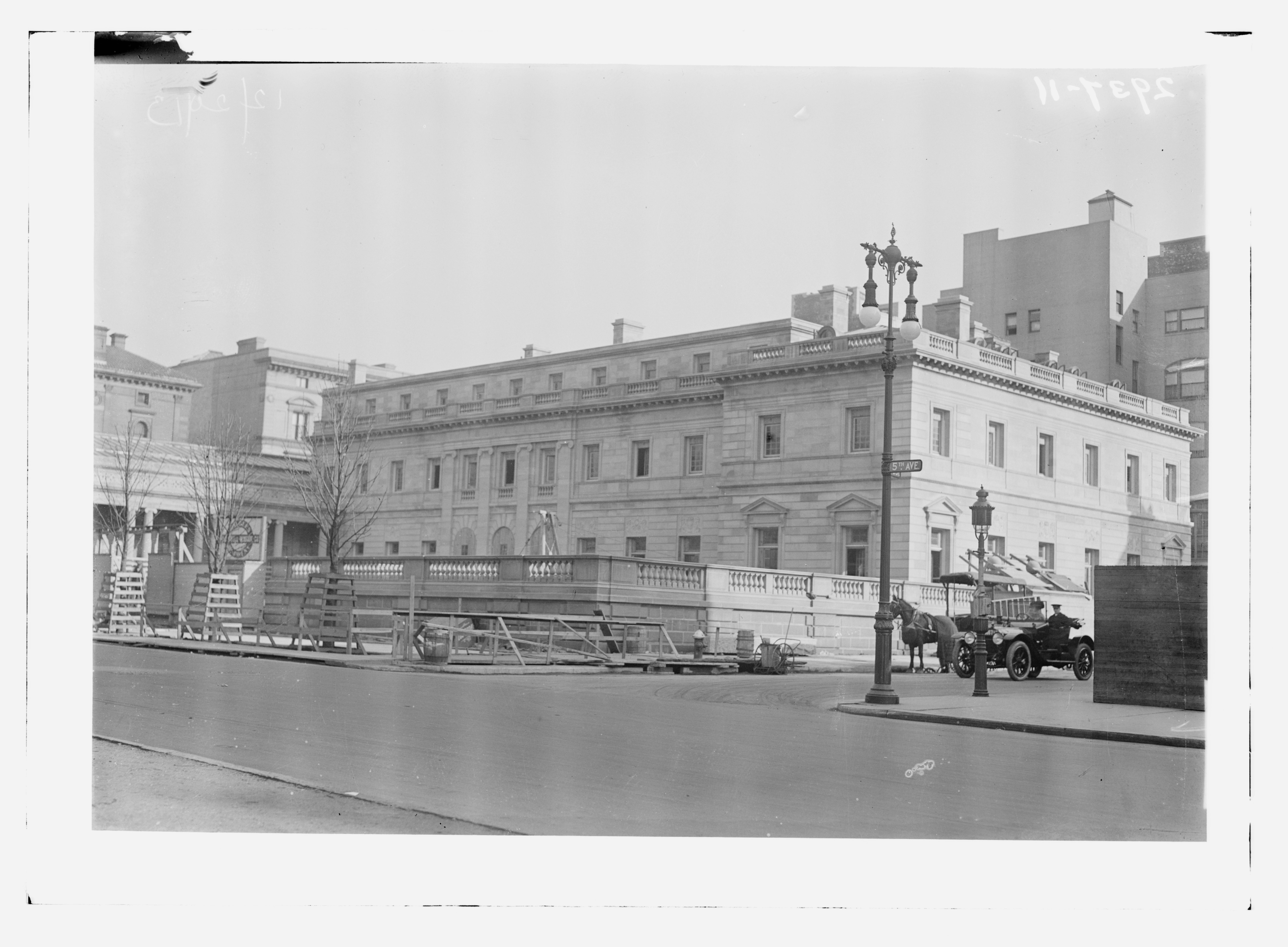
Незадолго до завершения строительства (1913)
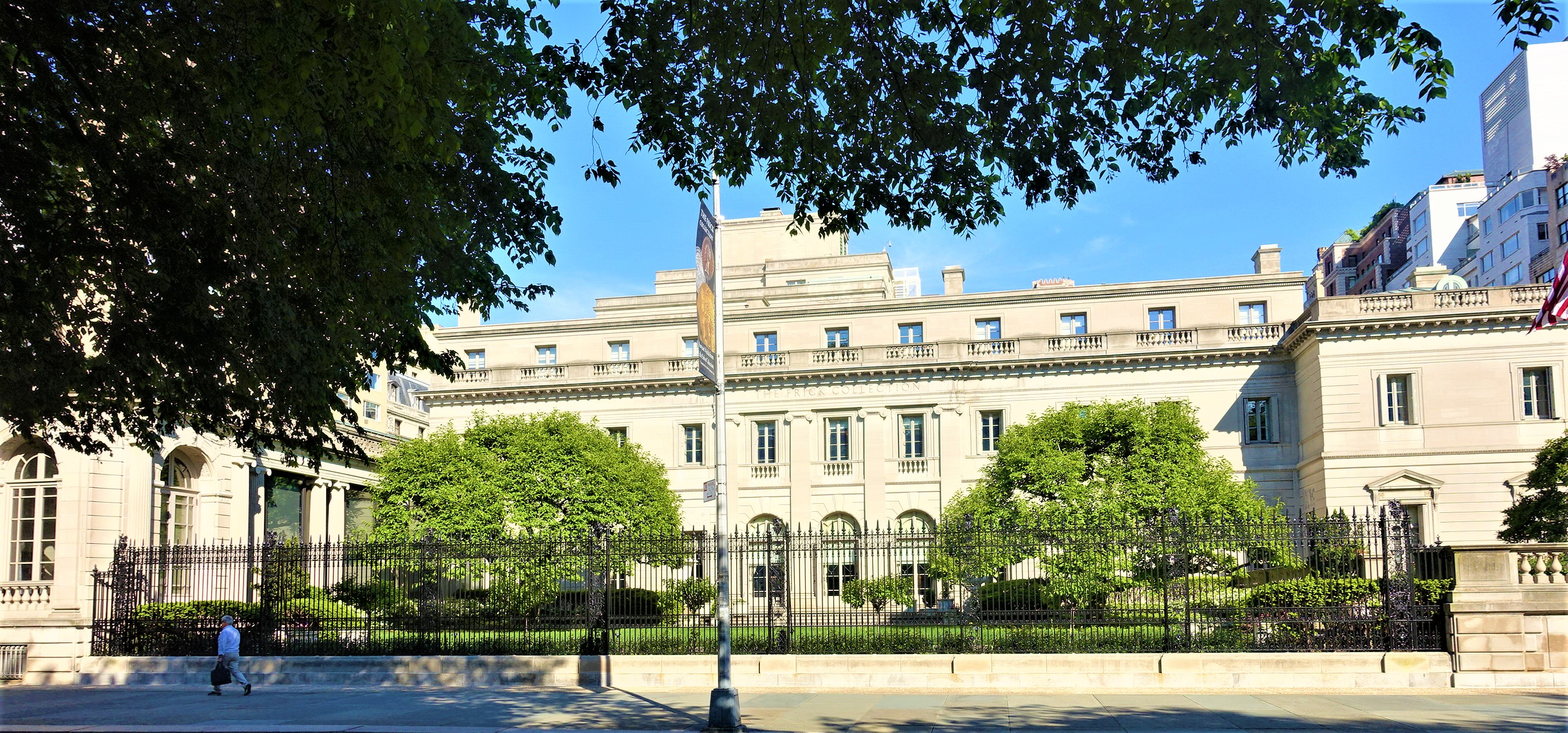
Вид с Пятой авеню
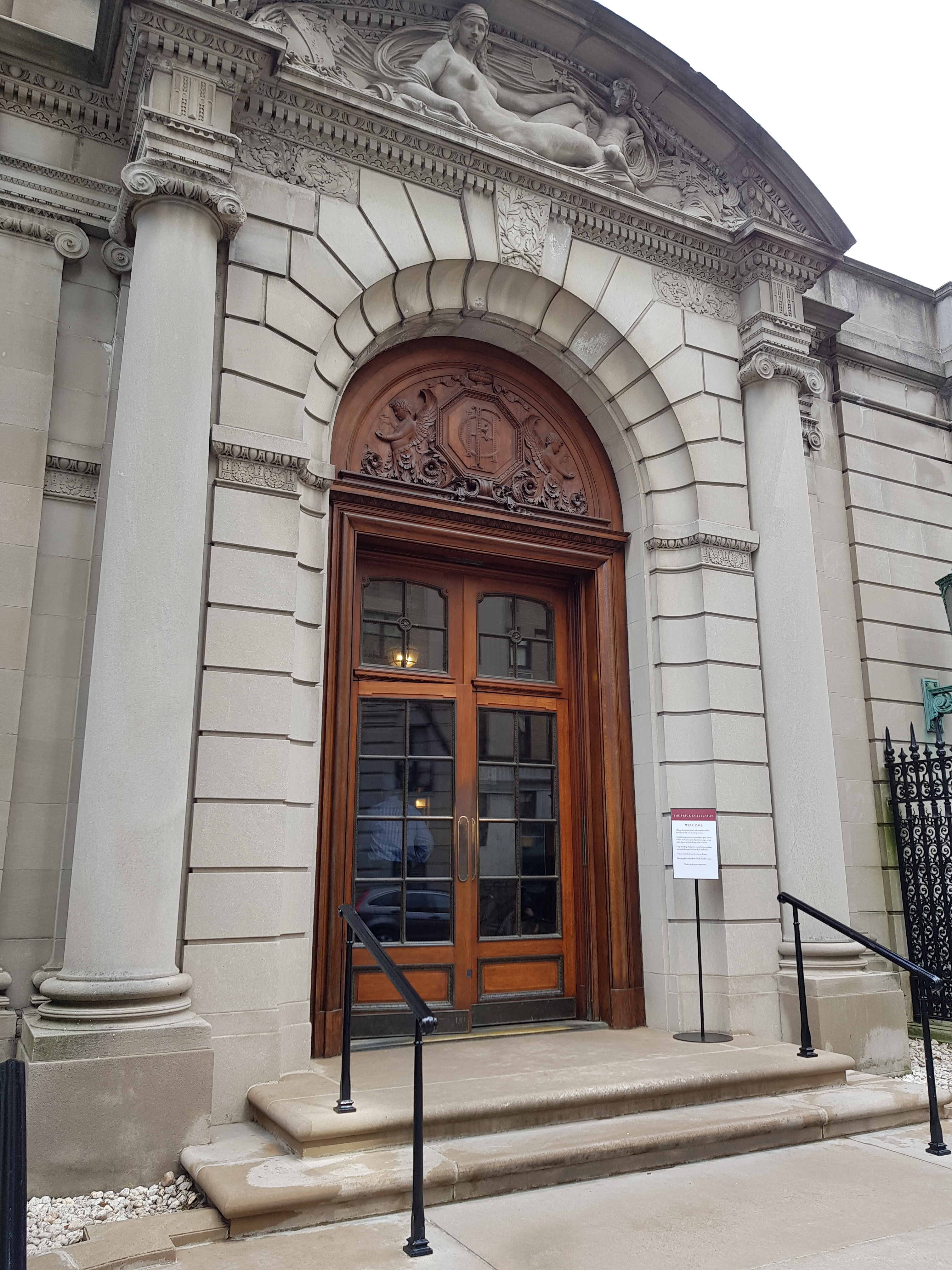
Один из входов
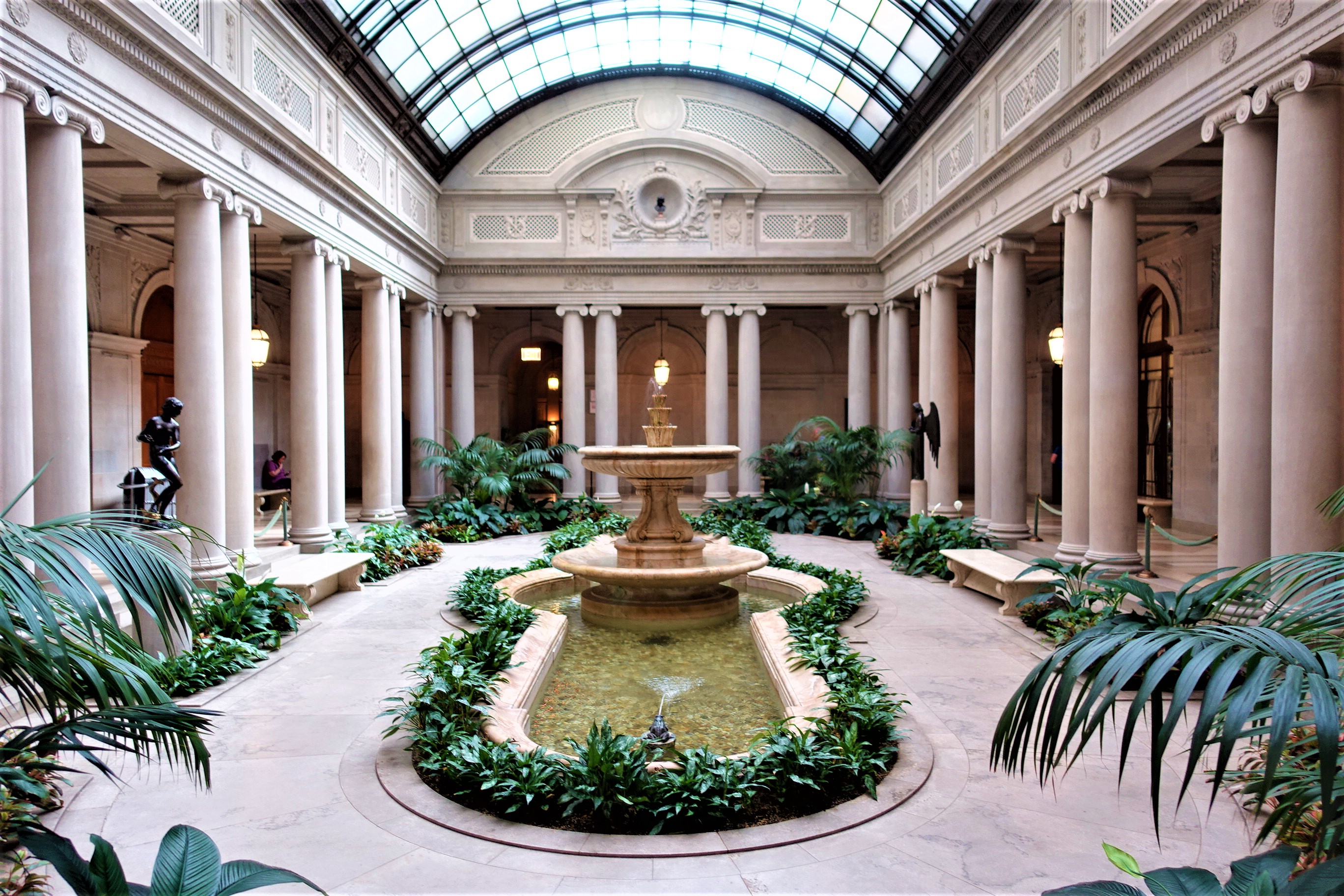
Зимний сад (бывший внутренний двор)
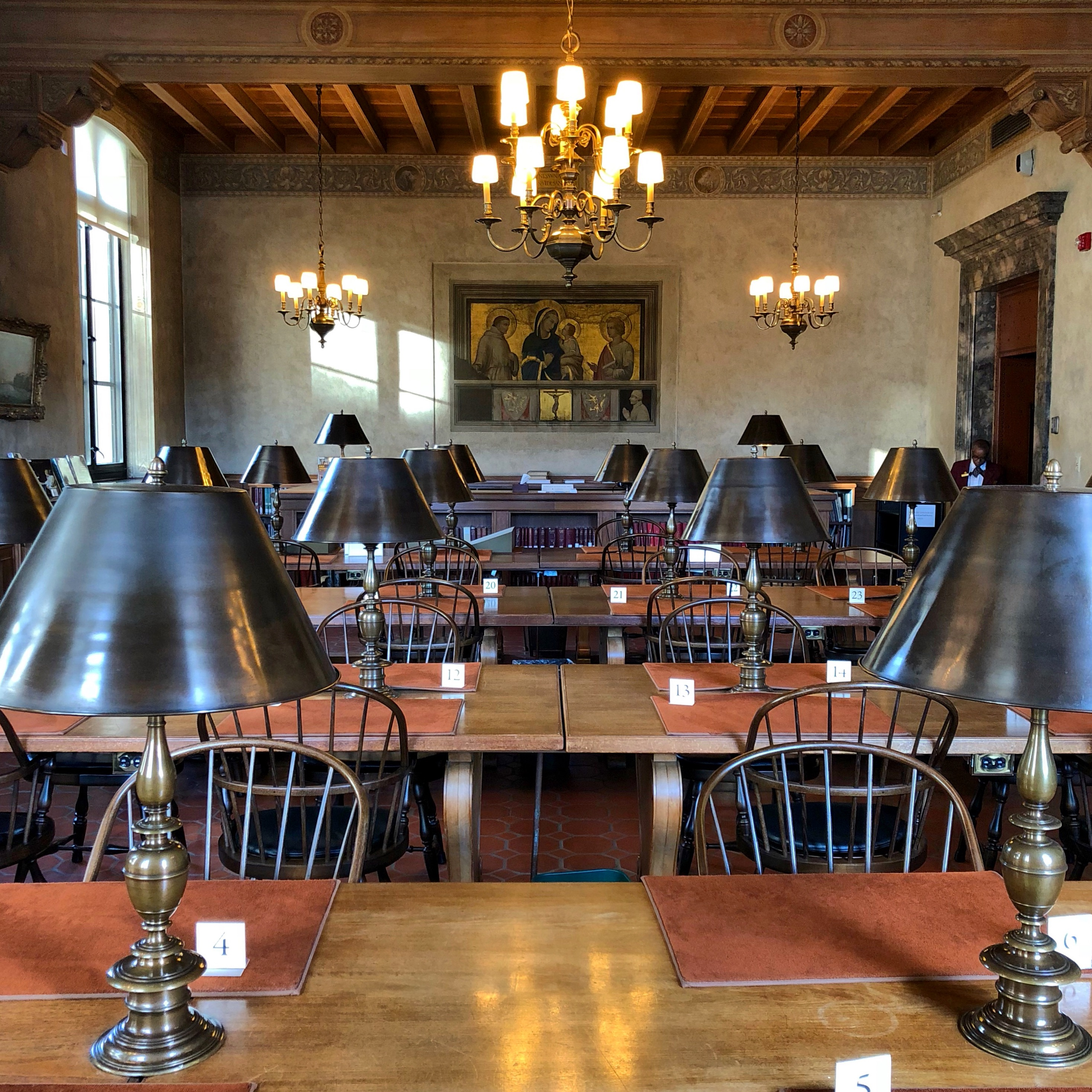
Художественная справочная библиотека (читальный зал)

## Комментарии
1. ↑  Упоминался как «самый ненавидимый человек в Америке» и «худший американский управляющий всех времен».[3][4][5]
2. ↑  Из интервью со Стэном Ли:[7]

«Там был особняк под названием Музей Фрика, мимо которого я часто ходил. Я как бы взял его за основу. Красивое, большое, такое впечатляющее здание, прямо на Пятой авеню.»
Оригинальный текст (англ.)«There was a mansion called the Frick Museum that I used to walk past. I sort of modeled it after that. Beautiful, big, so impressive building, right on Fifth Avenue.»